# 四乙基碘化铵
四乙基碘化铵是一种季铵盐，示性式为{\displaystyle {\ce {[(C2H5)4]+I-}}}，它可由三乙胺和碘乙烷反应制得。它和叠氮化亚铊在水溶液中加热反应，可以得到四乙基叠氮化铵。它和苯硫酚铟(III)在甲醇中反应，得到[(C2H5)4N][In(C6H5S)3I]。